# Wuling Sunshine
Wuling Sunshine — модель автомобіля китайського автовиробника SAIC GM Wuling Automobile. Він з'явився після створення спільного підприємства GM і SAIC в 2002 році. Переглянутий варіант називається також Wuling Hongtu і Chevrolet N200. Модель Chevrolet продається в Південній Америці, Північній Африці та на Близькому Сході.
Мінівени доступні у версіях з семи або восьми сидячими місцями. Тим не менш, третій ряд сидінь не обладнаний ременями безпеки. Крім того існує версія пікап з двома сидіннями.
Максимальна швидкість в залежності від версії трьох-циліндрового двигуна від 105 до 135 км/год.
У 2011 році Wuling Sunshine з кількістю 943 000 проданих екземплярів був третім найбільш продаваним автомобілем у світі і очолив китайську статистику реєстрації автомобілів..